# Heisenberg-Gymnasium (Gladbeck)
Das Heisenberg-Gymnasium ist ein Gymnasium in der nordrhein-westfälischen Stadt Gladbeck. Als es im Jahr 1968 gegründet wurde, gab es bereits zwei andere Gymnasien in der Stadt. Das Heisenberg-Gymnasium war das erste, in dem sowohl Mädchen als auch Jungen unterrichtet wurden (Koedukation). Bis zur Oberstufenreform in den 1970er-Jahren war es ein mathematisch-naturwissenschaftliches und sozialwissenschaftliches Gymnasium.

## Geschichte
Am 20. August 1967 wurde der Grundstein für das Gymnasium gelegt, das anfänglich den Namen „Mathematisch-naturwissenschaftliches Gymnasium für Jungen und Mädchen und Gymnasium für Frauenbildung“ trug. Nach etwa einjähriger Bauzeit erfolgte dann am 12. August 1968 die offizielle Einweihung. Grund für den raschen Bau des neuen Gymnasiums war der in den 1960er Jahren ausgerufene Bildungsnotstand.
Zur Zeit seiner Gründung war es das erste koedukative Gymnasium in Gladbeck, da das Ratsgymnasium ein reines Jungengymnasium und das Riesener-Gymnasium ein reines Mädchengymnasium war.
1972 wurde der Zweig mit dem „Pudding-Abitur“ genannten Abschluss aufgelöst, so dass die Schule von da an Mathematisch-naturwissenschaftliches und sozialwissenschaftliches Gymnasium für Jungen und Mädchen hieß. Diese Typisierung war jedoch nur von kurzer Dauer, da 1974 die Reformierte Oberstufe mit Kurssystem eingeführt wurde. 
Diese Reform führte dazu, dass sich die Schule mit einem eigenständigen Namen profilieren musste. Als Namenspatron wurde der Physiker und Nobelpreisträger Werner Heisenberg gewählt, der am 26. März 1974 der Namensgebung zustimmte.
Von 2018 bis 2022 wurde ein Neubau errichtet, das alte Gebäude wurde anschließend abgerissen.

### Schulleitung
- 1968–1993: Herbert Sokolowski
- 1993–2013: Heidrun Schütte-Ständeke
- seit 1. August 2013: Peter Hogrebe

## Gebäude

### Altbau 1968–2022

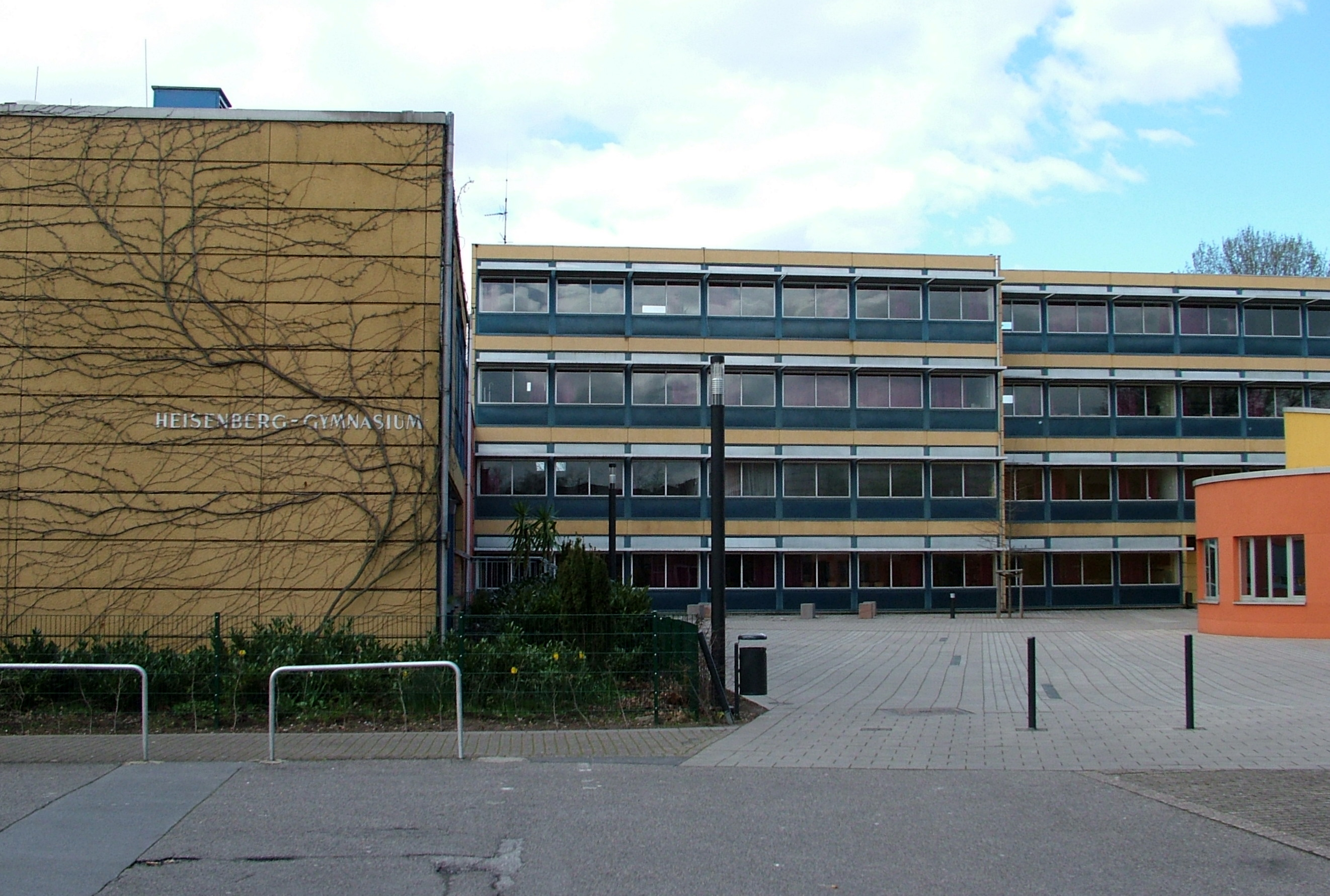
Eingangsseite

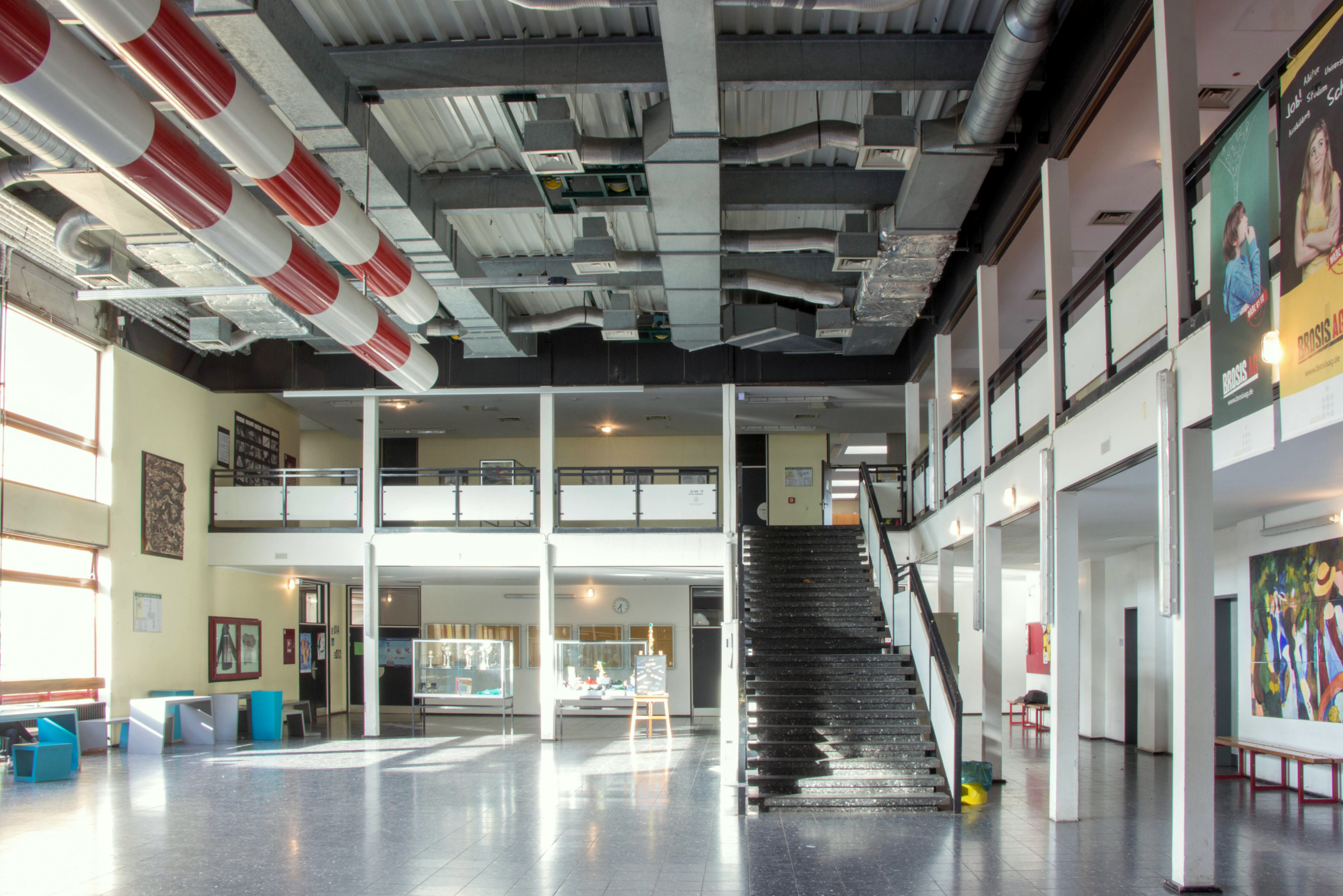
Pausenhalle

Das alte Gebäude des Heisenberg-Gymnasiums war in vier Gebäudeteile unterteilt. Klassen- und Fachräume befanden sich sowohl im Ost- als auch im Westtrakt. Im 2003 umgebauten Trakt für die Naturwissenschaften befanden sich Übungsräume für die Fächer Chemie und Physik. Das ebenfalls 2003 erbaute Forum auf dem Osthof wird für Theater- und Vortragsveranstaltungen genutzt. Das Forum beherbergt außerdem noch Musikräume. Ein Musikraum sowie das türkisch-deutsche Kulturcafé Defne befinden sich in einem Pavillon.
Um das Gebäude gab es zwei Schulhöfe, den Osthof und den Westhof. Hinter der Schule gelegen befand sich eine große Wiese. Auf dem Westhof standen Basketballkörbe und Tischtennisplatten und ein Atrium, in dem unter freiem Himmel unterrichtet werden konnte. Auf dem Dach des Hauptgebäudes war eine Solaranlage angebracht, deren Einsparungen auf einer digitalen Anzeige angezeigt wurden, die sich in der Pausenhalle befand.

### Neubau
Im Oktober 2013 wurde bekannt, dass eine Kernsanierung der Schule ca. 20 Millionen Euro kosten würde. Vor diesem Hintergrund entschied sich die Stadt Gladbeck als Schulträger für einen Neubau, der in einer öffentlich-privaten Partnerschaft mit der Firma Hochtief errichtet wurde.
Anfang 2019 wurde ein kleiner Teil abgerissen und danach der Neubau direkt neben dem alten Gebäude errichtet. Das alte Gebäude wurde nach dessen Fertigstellung abgerissen.

### Außengelände
An das Schulgelände grenzt der Nordpark. Der dort liegende Teich dient als Grundlage von Wasseranalysen, die im Fach Biologie durchgeführt werden. In der beim Heisenberg-Gymnasium gelegenen städtischen Turnhalle findet der Sportunterricht statt. Östlich des Schulgeländes liegt der Sportplatz des Fußballclubs Preußen Gladbeck. 

## Bekannte Schüler
- Julian Draxler (* 1993), Fußballspieler (Paris Saint-Germain, vormals FC Schalke 04)
- Annika Drazek (* 1995), Bobsportlerin[9]
- Ralf Ludwig (* 1961), ehemaliger Juso-Bundesvorsitzender und Professor für Physikalische Chemie
- Alex Schwers (* 1973), Musiker und Konzertveranstalter[10]

## Schulpartnerschaften
Das Heisenberg-Gymnasium unterhält zu mehreren europäischen Schulen Partnerschaften mit Schüleraustausch:
- The Latymer School in London N9 9TN, Großbritannien
- Collège Rouges Barres, 59700 Marcq-en-Baroeul, Frankreich
- Ayse Melahat Erkin Anadolu Lisesi, Alanya, Türkei, Region Antalya
- I Liceum Ogolnoksztalcace, Slask, Polen
- Srednjaja skola No. 53, Rostow am Don, Russische Föderation (im Zuge der Einstellung des Russischunterrichtes 2011 beendet)
- Instituto Alemán Osorno, Osorno, Chile